# Point Blank
Point Blank (Alternativtitel: Point Blank – Keiner darf überleben, Originaltitel: Point Blank) ist ein US-amerikanischer Kriminalfilm von John Boorman aus dem Jahr 1967 mit Lee Marvin in der Hauptrolle. Es handelt sich um eine Verfilmung des Kriminalromans Jetzt sind wir quitt (Originaltitel: The Hunter) von Donald E. Westlake, den er unter seinem Pseudonym Richard Stark veröffentlichte.
Walker wird nach einem erfolgreichen Überfall von seinem Komplizen niedergeschossen und um seinen Anteil der Beute gebracht. Nach seiner Genesung hat er nur noch ein Ziel: seinen Anteil wiederzubeschaffen.

## Handlung
Der wortkarge Hafenarbeiter Walker wird von seinem Komplizen Mal Reese nach einem erfolgreichen Überfall angeschossen und um seinen Anteil von 93.000 US-Dollar (nach heutiger Rechnung fast 900.000 US-Dollar) gebracht. Reese lässt den Verletzten in ihrem vereinbarten Treffpunkt zurück, dem stillgelegten Gefängnis Alcatraz, und macht sich zusammen mit Walkers Frau Lynne aus dem Staub. Walker gelingt die Flucht und verfolgt von nun an nur ein Ziel: sich zu rächen und „sein“ Geld wiederzubeschaffen. Als Walker Lynne ausfindig macht, begeht diese Selbstmord. Reese ist durch das Geld in einer Verbrecherorganisation, die nur „die Organisation“ genannt wird, aufgestiegen. Lynnes Schwester Chris hilft Walker, in das schwer bewachte Penthouse von Reese vorzudringen. Reese nennt Walker die Namen der Anführer der Organisation, die seinen Anteil beschaffen könnten. Bei einem anschließenden Handgemenge kommt Reese ums Leben. Walker macht sich auf die Suche nach den Anführern, verfolgt von einem Auftragskiller. Schließlich bietet ihm die Organisation eine Geldübergabe an, wieder im verlassenen Alcatraz. Einer der Anführer, Fairfax, nutzt die Gelegenheit, sich seiner Konkurrenz zu entledigen. Der Film endet mit einer Pattsituation: Obwohl das Geld zum Greifen nahe ist, wagt sich Walker nicht aus seinem Versteck, wohl wissend, dass ein Scharfschütze auf ihn angesetzt ist; der Organisation wiederum gelingt es nicht, Walkers habhaft zu werden.

## Hintergrund
Lee Marvins Vertrag bei der Produktionsfirma MGM sicherte ihm ein entscheidendes Mitspracherecht bei der Auswahl des Drehbuchs, der Darsteller und der Crew zu, eine Position, mit der er seinem Regisseur John Boorman den Rücken stärkte. Marvin und Boorman lehnten den ersten Drehbuchentwurf von David und Rafe Newhouse als zu klischeehaft ab. Boorman kontaktierte Alexander Jacobs, einen früheren Kollegen bei der BBC, und ließ ihn ein neues Drehbuch anfertigen, das am 6. April 1967 abgeschlossen war. Der Name der Hauptfigur des Romans, Parker, wurde im Zuge der Überarbeitung in Walker geändert.
Die Filmaufnahmen entstanden in Los Angeles, San Francisco (unter anderem im Alcatraz-Gefängnis) und im Studio in Hollywood. Margaret Booth, die einflussreiche Leiterin der Schnittabteilung, regte bei Sichtung der Rohfassung einige wenige Änderungen an und verteidigte den Film erfolgreich gegen kritische Stimmen aus der Firmenleitung.
Am 30. August 1967 hatte Point Blank seine amerikanische Premiere. Am 1. März 1968 startete er in den Kinos der BRD.
Nach Erscheinen des Films erhielt Boorman ein Schreiben von Regisseur David Lean, in dem ihm dieser zu seinem Film gratulierte.
1999 kam eine Neuverfilmung unter dem Titel Payback – Zahltag mit Mel Gibson in der Hauptrolle in die Kinos.

## Deutsche Fassung
Die deutsche Synchronbearbeitung entstand 1968 im MGM Synchronisations-Atelier Berlin.
| Rolle            | Darsteller     | Synchronsprecher   |
| ---------------- | -------------- | ------------------ |
| Walker           | Lee Marvin     | Martin Hirthe      |
| Fairfax/„Yost“   | Keenan Wynn    | Konrad Wagner      |
| Frederick Carter | Lloyd Bochner  | Heinz Petruo       |
| Big John Stegman | Michael Strong | Herbert Stass      |
| Mal Reese        | John Vernon    | Michael Chevalier  |
| Scharfschütze    | James Sikking  | Christian Brückner |

## Kritiken
„Immer Sicherheitsgurte anlegen“, empfahl Der Spiegel in seiner Kritik, und führte aus: „Mit […] Bluff-Schnitten, mit Raum-Zeit-Sprüngen, Vor- und Rückblenden und kafkaeskem Brimborium verdüstert der Regisseur John Boorman ein Gangsterstück, das sonst bloß spannend und sadistisch wäre. Boorman, ein Brite in Hollywood, folgt dem Trend der Film-Fabrik, alte Genres mit Cinéasten-Kniffen zu veredeln. „Bonnie und Clyde“, die Parade-Pièce der neuen Welle, ist freilich perfekter.“
Die Zeit sah in Point Blank einen der „prächtigen“ Vertreter der „Besatzungsmacht Hollywood“, in dem trotz vertrauter Elemente auch eine List stecke: „Im Kino gehört Kalifornien schon lange dem Syndikat, weil es in Kalifornien ein Syndikit [sic] gibt, das Hollywood heißt und in der Kulisse Kalifornien Gangster-Filme produziert, in denen tolle Burschen, die ihre Absichten nicht verhehlen und zeigen, daß sie es weit gebracht haben, in tollen Schlitten durch eine tolle Gegend schaukeln. Manchmal sind es gerade die vermeintlichen Entstellungen, die unfreiwillig den Nagel auf den Kopf treffen.“
Das Lexikon des internationalen Films urteilte rückblickend: „Meisterhaft und mit eisiger Kälte inszenierter Thriller von konsequent pessimistischer Grundhaltung.“
Sascha Keilholz von critic.de über Lee Marvins Darstellung: „Sein Walker ist kein Vigilante, eine Figur so vieler Selbstjustizfilme der beiden folgenden Dekaden. Er verkörpert den klassischen, fast altmodischen Typus des Rächers, so eindrücklich und nachhaltig, dass man heute von Point Blank als dem großen Rachegangsterfilm seiner Zeit sprechen kann. […] Seinen Reißer vordergründig ganz durch die Präsenz des Hauptdarstellers wirken zu lassen ist eine gleichsam herausragende wie selbstlose Leistung Boormans. Denn eines ist klar: der Name Point Blank wird für immer mit Lee Marvin assoziiert werden.“
Überwiegend positiv urteilt auch der Evangelische Film-Beobachter: „Gut und ambitioniert gemachter amerikanischer Kriminalfilm eines englischen Regisseurs.“